# Charta von Athen (CIAM)
Die Charta von Athen (französisch La charte d’Athènes) wurde auf dem IV. Kongress der Congrès Internationaux d’Architecture Moderne (CIAM, Internationale Kongresse für neues Bauen) 1933 in Athen verabschiedet. Unter dem Thema Die funktionale Stadt hatten dort Stadtplaner und Architekten über die Aufgaben der modernen Siedlungsentwicklung diskutiert.
Die Resultate in der Umsetzung der Charta waren vor allem der veränderte Städtebau und die Auflösung des klassischen Urbanismus durch große Freiflächen und die funktionale Trennung von bebauten Quartieren nach Wohnungen (z. B. Großwohnsiedlungen in Trabantenstädten), Büros, Einkaufsmöglichkeiten, Gewerbe und Industrie, sowie die „autogerechte Stadt“.
Nicht zu verwechseln mit der zwei Jahre zuvor beschlossenen Charta von Athen des International Council on Monuments and Sites (ICOMOS).

## Geschichte

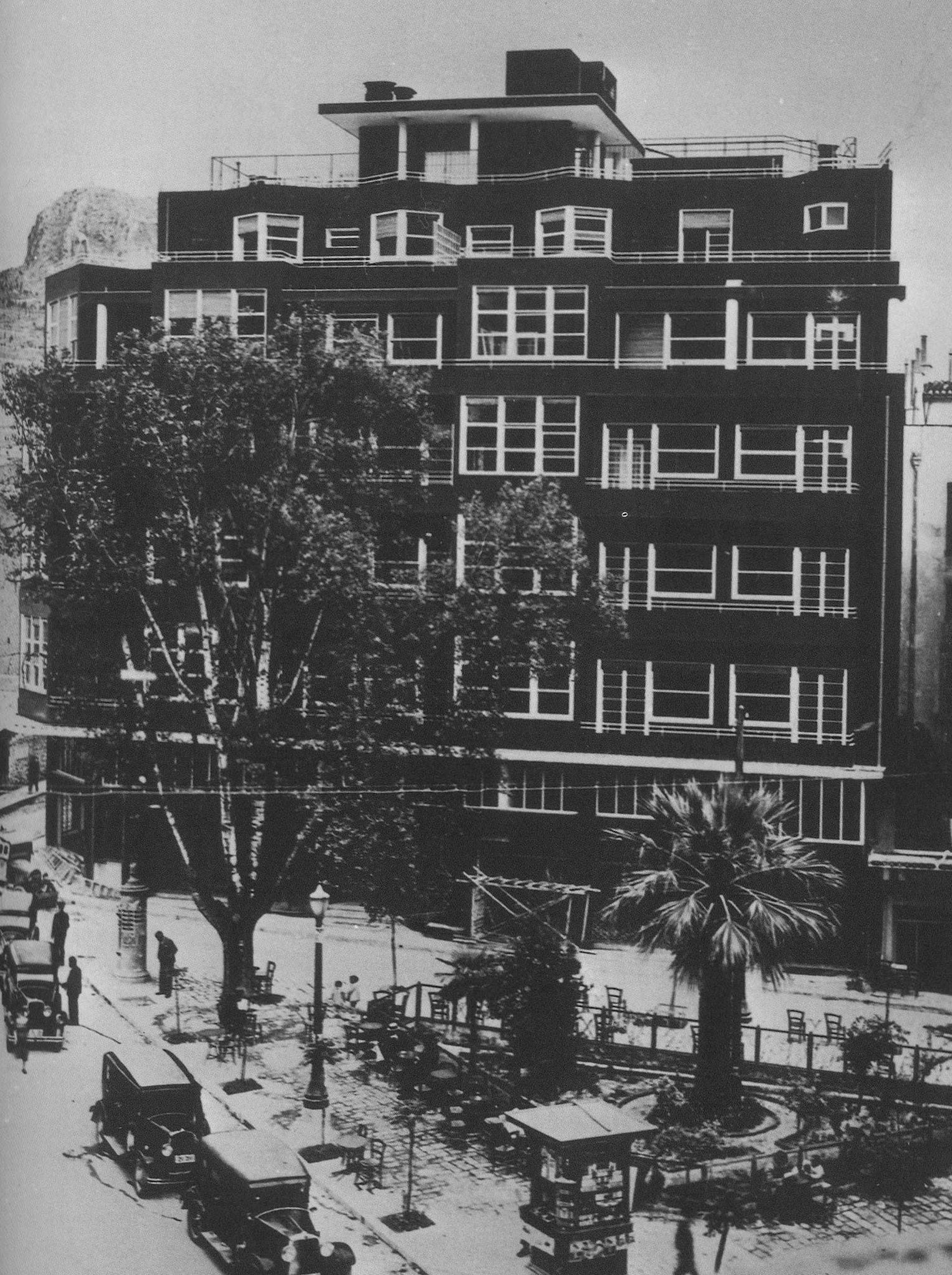
Als Begleitprogramm wurden Neubauten besichtigt, darunter das Blaue Apartmenthaus (Bild um 1933/40)

Ursprünglich war Moskau als Ort des Kongresses vorgesehen, aber die Sowjetunion hatte keine Abgeordneten an den letzten Kongress gesendet und stellte Forderungen bezüglich des Ergebnisses hin zu einer sozialistischen Stadt. Diese Haltung zwang zu Alternativen, von denen der Vorschlag von Christian Zervos mit der Schiffspassage nach Piräus überzeugte. Ursprünglich war vorgesehen, auch den Kongress auf dem Schiff stattfinden zu lassen, welches für solche Zwecke jedoch nicht geeignet erschien, so dass der griechische CIAM-Vertreter Stamo Papadakis Alternativen an Land organisierte. Die Reise begann am 29. Juli 1933 in Marseille an Bord des Linienschiffs Patris II der Greek Line, welche die Strecke Marseille–Genua–Piräus–Alexandria–Zypern–Beirut befuhr. Die Teilnehmer waren in den Hotels Grande Bretagne in Athen und Cecil in Kifissia untergebracht, auf dem Programm stand eine Fahrt zu griechischen Inseln und der Besuch der Akropolis. Am 10. August kam der Dampfer wieder in Marseille an.
Unter Federführung von Le Corbusier entwickelt, stand die Charta von Athen als Ergebnis des Kongresses für die Entflechtung städtischer Funktionsbereiche und die Schaffung von lebenswerten Wohn- und Arbeitsumfeldern in der Zukunft. Im Oktober 1943 veröffentlichte Le Corbusier schließlich im von Deutschen besetzten Paris die „Charta von Athen“ – als Manifest des avantgardistischen Städtebaus der Zukunft und als Konzept einer funktionellen Stadt, während der Zeit des Zweiten Weltkrieges blieb sie aber eher von untergeordneter Bedeutung.
Erst in der Nachkriegszeit gewann sie große Bedeutung als Ausdruck des Bauens der Moderne; und spätestens nach ihrer Veröffentlichung auf Deutsch (1962) waren die in ihr niedergelegten Grundsätze mehr ideologisches Dogma denn Leitbild für die Praxis. Trotzdem beeinflusste sie – oft auch missinterpretiert – den Städtebau von der Nachkriegszeit bis heute. Insbesondere die städtebaulichen Leitbilder der 1950er (Die gegliederte und aufgelockerte Stadt) und der 1960er Jahre (Die autogerechte Stadt/Flächensanierung) sind zu großen Teilen aus der Charta von Athen entwickelt. Erst Mitte der 1970er Jahre begann, angesichts der negativen Folgen der Funktionstrennung, eine Abkehr von den Idealen der Charta.

## Inhalt
In den ersten Jahrzehnten des 20. Jahrhunderts waren in den meisten großen Städten die Lebensbedingungen für die Menschen zunehmend unerträglich geworden. Infolge der Industrialisierung stieg die Verschmutzung der Umwelt, die Arbeitsbedingungen waren hart, die Löhne gering, in den engen, meist mittelalterlichen Stadtkernen herrschte eine quälende Überbevölkerung und breite Bevölkerungsschichten lebten unter unmenschlichen Bedingungen.
Die Charta von Athen hat die Lebensumstände der Bevölkerung in vielen Städten untersucht und versucht, Lösungsansätze und Vorschläge zur Verbesserung der vorgefundenen Situation aufzuzeigen.

### Analyse
Ökonomische Ursachen: Die Industrialisierung hat die alte Harmonie des Stadtgefüges zerstört und die Arbeitsbedingungen der Menschen sind nun durch Maschinen bestimmt, genauso wie die Anordnung und Lage der Arbeitsstätten.
- Wohnungen sind spekulative Objekte, ungerecht verteilt und schlecht mit Freiflächen ausgestattet.
- Die Wirtschaftsentwicklung ist Improvisation und unterliegt den Spekulationen Einzelner. Eine Koordinierung von Art, Umfang und Lage von Industriebetrieben, Büros und Wohnungen unterliegt rein wirtschaftlichen Gesichtspunkten.
- Die Einteilung der Städte nach Funktionen ist ein wichtiger Punkt der Charta. Wohn-, Arbeits- und Erholungsbereiche zum Zweck der Segregationen sollen der Verdichtung der Großstädte entgegenwirken. Die einzelnen Gebiete sollten durch Grünanlagen voneinander getrennt und durch Verkehrsachsen miteinander verbunden werden.
- Ökonomische Interessen setzen sich gegenüber administrativer Kontrolle und sozialer Solidarität durch, mit der Folge, dass städtische Strukturen zum Nachteil vieler Bewohner von Privatinteressen dominiert sind.

In der städtebaulichen Kritik wurde u. a. 1933 festgestellt:
- Der innere, historische Kern der Städte ist zu dicht besiedelt. Die am dichtesten bevölkerten Viertel befinden sich in den am wenigsten begünstigten Bezirken.
- In den zusammengedrängten Stadtvierteln sind die Wohnbedingungen unheilvoll.
- Das Wachstum der Städte verschlingt nach und nach die angrenzenden Grünflächen. Die Entfernung zur Natur erhöht die Missstände in der Stadt.

### Forderungen
Ausgehend von diesen Feststellungen wurden in der Charta von Athen folgende Forderungen erhoben:
- Die Stadt muss, bei Gewährleistung individueller Freiheit, Handeln im Sinne der Allgemeinheit begünstigen.
- Die Stadt muss als funktionelle Einheit definiert und in dem größeren Rahmen ihres Einflussbereichs geplant werden.
- Die Stadt als funktionelle Einheit unterliegt den städtebaulichen Hauptfunktionen Wohnen, Arbeiten, Erholen und Bewegen.
- Die architektonischen Werke müssen – Einzeln oder als Stadtganzes – erhalten bleiben.
- Die Wohnung muss das Zentrum aller städtebaulichen Bestrebungen sein.
- Der Arbeitsplatz muss von der Wohnung minimal entfernt sein.
- Freiflächen müssen den Wohngebieten zugeordnet und als Freizeitanlagen der Gesamtstadt angegliedert werden.
- Der Verkehr hat eine der Verbindung der städtischen Schlüsselfunktionen dienende Aufgabe.

Die funktionelle Zonenteilung der Stadtgrundrisse gehört zum Hauptanliegen der Charta. Die einzelnen Funktionsgebiete für Wohnen, Arbeiten und Erholung sollen durch weitläufige Grüngürtel gegliedert und durch Verkehrsachsen verbunden werden.
Die idealen Städte sollten folgende Zonierung aufweisen:
- Innenstadt: Verwaltung, Handel, Banken, Einkaufen, Kultur
- Gürtel rund um die Innenstadt: Voneinander getrennt: Industrie, Gewerbe, Wohnen
- Peripherie: In Grüngürtel eingebettete Satellitenstädte mit reiner Wohnfunktion

Die Wohngebiete, die Le Corbusier vorsah, waren bestimmt durch hohe, weitläufig auseinanderliegende Appartementhäuser mit hoher Wohndichte.

## Kritik und Weiterentwicklung
Obwohl die Charta in der theoretischen Diskussion und in der Stadtplanung über Jahrzehnte als anzustrebendes Ideal galt, wurden schon bald auch Nachteile des aus ihr missinterpretierten Städtebaus deutlich. Seit den 1970er Jahren wurde die städtebauliche Doktrin der CIAM zunehmend durch Vertreter eines kontextuellen Bauens kritisiert, die eine Erneuerung und Weiterentwicklung der historischen Stadt aus sich selbst heraus forderten (beginnend mit Team 10, später z. B. Aldo Rossi, Josef Paul Kleihues, Léon Krier).
Das kleinteilige Gefüge einzelner Funktionen zerbrach durch die Umsetzung der Charta, und obwohl sich Arbeits-, Wohn- und Erholungsflächen in ihrer Qualität deutlich verbesserten, führte ihre dann noch immer geplante räumliche Trennung zu einem starken Anstieg des mechanischen Verkehrs und aller damit verbundenen Probleme. Innenstädte verödeten, und mit dem Umbau der Städte gab man viel von der eigenen Geschichte, Stadtgeschichte und urbanen Lebendigkeit auf. Erst ab 1970 wird der kleinteiligen Funktionsmischung und der Vitalisierung der Historischen Stadtkerne wieder mehr Beachtung geschenkt (Städtebauförderungsgesetz).
Einige soziologische Forderungen der Charta, wie etwa Forderungen zur Lage der Wohnviertel, der Größe von Grün- und Freizeitflächen, der Erreichbarkeit des Arbeitsplatzes oder Vermeidung von Wohngebieten neben Industriegebieten, haben sich hingegen als erstrebenswert erwiesen und gehören auch heute noch zu den Grundlagen der Stadtplanung.
Der Europäische Rat der Stadtplaner (ECTP) hat 1998 die Neue Charta von Athen veröffentlicht, eine Weiterentwicklung wurde 2003 vorgestellt. Anlässlich eines informellen Ministertreffens zur Stadtentwicklung wurde im Mai 2007 die Leipzig Charta zur nachhaltigen europäischen Stadt unterzeichnet.